# Sonu Sood

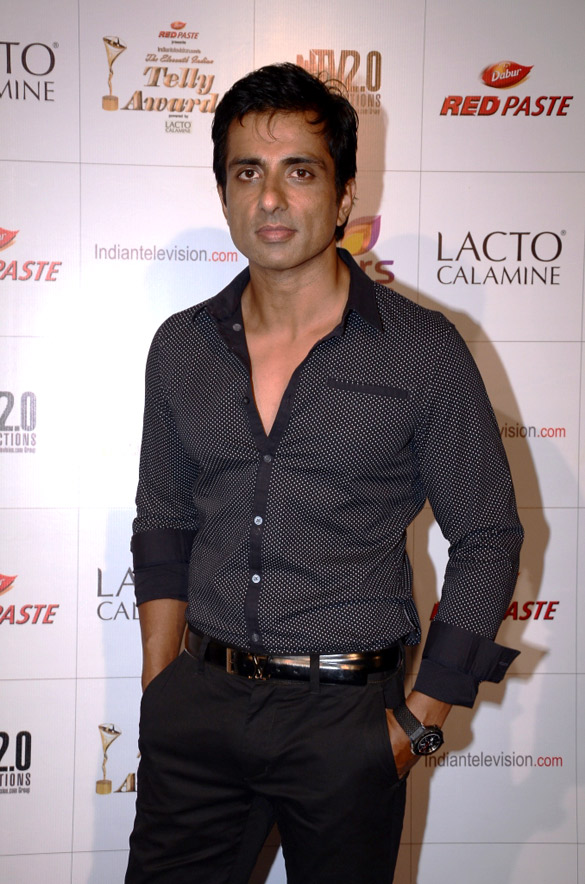
Sonu Sood (2012)

Sonu Sood (Hindi सोनू सूद; * 30. Juli 1973 in Moga, Punjab) ist ein indischer Schauspieler.

## Leben
Sood wurde am 30. Juli 1973 in Moga als Sohn von Shakti Sood und Saroj Sood geboren. Er wurde an der Sacred Heart School in Moga und am Yeshwantrao Chavan College of Engineering (YCCE) in Nagpur ausgebildet. Sein Schauspieldebüt gab er 1999 im Film Kallazhagar. In den nächsten Jahren folgten regelmäßig Rollenbesetzungen in verschiedenen Filmproduktionen. Dabei zeichnete sich Sood durch seine Vielschichtigkeit aus. So schaffte er es, sowohl Protagonisten als auch Antagonisten überzeugend darzustellen. 2008 stellte er unter anderen im Film Jodhaa Akbar die Rolle des Sujamal und in Singh Is Kinng die Rolle des Lakhanpal ‚Lucky‘ Singh dar. 2010 stellte er im Film Dabangg die Rolle des Bösewichts Chedi Singh dar. Im Folgejahr wurde er für seine dortigen Leistungen mit dem International Indian Film Academy Award in der Kategorie Bester Schurke ausgezeichnet. 2014 spielte er im Liebesfilm Happy New Year – Herzensdiebe die Rolle des Jagmohan „Jag“ Prakash. 2017 wirkte er im Film Kung Fu Yoga – Der goldene Arm der Götter an der Seite von Jackie Chan als Gegenspieler Randall mit. 2021 wirkte er im Musikvideo zum Lied Pagal Nahi Hona der Sängerin Sunanda Sharma mit.

## Filmografie (Auswahl)
- 1999: Kallazhagar
- 2001: Ghungroo (Kurzfilm)
- 2001: Majunu
- 2002: Shaheed-E-Azam
- 2002: Raja
- 2002: Zindagi Khoobsoorat Hai
- 2003: Ammailu Abbailu
- 2003: Kovilpatti Veeralakshmi
- 2003: Kahan Ho Tum
- 2004: Chess: A Game Plan
- 2004: Mission Mumbai
- 2004: Yuva
- 2005: Sheesha
- 2005: It Happened One Night (Kurzfilm)
- 2005: Chandramukhi
- 2005: Netaji Subhas Chandra Bose: The Forgotten Hero
- 2005: Super
- 2005: Athadu
- 2005: Aashiq Banaya Aapne: Love Takes Over
- 2005: Siskiyaan
- 2005: Divorce: Not Between Husband and Wife
- 2006: Ashok
- 2006: Rockin' Meera
- 2008: Mr. Medhavi
- 2008: Jodhaa Akbar
- 2008: Singh Is Kinng
- 2008: Ek Vivaah... Aisa Bhi
- 2009: Arundhati
- 2009: Dhoondte Reh Jaoge
- 2009: Nene Mukhya Mantri Naithe
- 2009: Bangaru Babu
- 2009: Anjaneyulu
- 2009: Ek Niranjan
- 2009: City of Life
- 2010: Dabangg
- 2011: Sakthi
- 2011: Teen Maar
- 2011: Solange ich da bin (Bbuddah... Hoga Terra Baap)
- 2011: Kandireega
- 2011: Dookudu
- 2011: Vishnuvardhana
- 2011: Osthi
- 2011: Comedy Circus Ka Naya Daur (Fernsehserie, 2 Episoden)
- 2012: Maximum
- 2012: Uu Kodathara Ulikki Padathara
- 2012: Julayi
- 2013: Shootout at Wadala
- 2013: Schicksal oder Liebe (Ramaiya Vastavaiya)
- 2013: Bhai
- 2013: R... Rajkumar
- 2014: Entertainment
- 2014: Aagadu
- 2014: Happy New Year – Herzensdiebe (Happy New Year )
- 2016: Saagasam
- 2016: Da Tang Xuan Zang
- 2016: Ishq Positive
- 2016: Wahnsinnig verliebt! (Tutak Tutak Tutiya)
- 2016: Devi
- 2016: Abhinetri
- 2017: Kung Fu Yoga – Der goldene Arm der Götter (功夫瑜伽/Gong fu yu jia)
- 2018: Paltan
- 2018: Simmba
- 2019: Seetha
- 2019: Devi 2
- 2019: Kurukshetra
- 2019: Mr & Miss 7 States (Fernsehserie)
- 2020: Be Strong (Kurzfilm)
- 2021: Alludu Adhurs
- 2021: My 3 Secrets to Success (Podcast-Serie)
- 2022: Acharya
- 2022: Prithviraj
- 2023: Sreemantha